# ファック・ザ・ポリス
ファック・ザ・ポリス(Fuck tha Police)は、アメリカ人ヒップホップグループN.W.A.によるプロテストソングである。1988年にリリースされたアルバムであるストレイト・アウタ・コンプトンに収録されている。歌詞は警察の残虐行為と人種プロファイリングに抗議する内容となっており、この曲はローリング・ストーンの選ぶオールタイム・グレイテスト・ソング500（2021年版）にて190位にランクインした。
1988年のリリース以来、ファック・ザ・ポリスのスローガンは、Tシャツ、アートワーク、政治的表現の形で今日のポップカルチャーに影響を与え続けており、 ボーン・サグズン・ハーモニーのカバーバージョンに見られるようにヒップホップ以外の他ジャンルにも波及している  。

## 曲構成
ファック・ザ・ポリスはドクター・ドレーが警察の起訴内容を聞く裁判官役、Ice Cube 、 MC Ren 、およびEazy-Eは検察官として裁判官の前で証言する立場として曲が進む。リリックを通してラッパーはロサンゼルス市警察を批判する。 2つの間奏はステレオタイプの人種プロファイリングと警察の残虐行為の再現を示している。
曲の最後に、陪審員は警察は「レッドネック、ホワイトブレッド（中産階級の白人を指すスラング）、臆病者のクソッタレ野郎」であると認定し有罪とする。被告とされた警察は提示された証拠が全て嘘かどうかを争うため、退廷を命じる裁判官（ドクター・ドレー）に対し正義の判決を要求するところで終わる。

## FBIからの警告
この曲の発表後、N.W.A.のもとにFBIから警察を不当に表現しているという旨の警告書が送られた  。
N.W.A.のマネージャーであったジェリー・ヘラーは彼の自伝「ルースレス」の中で、この警告書は実際にはミルト・アーレリッチという名の警察官僚がFBI全体を代表すると偽って独断で出したものであり、彼はこの行為によりハートフォードにある僻地事務所へ左遷させられたと述べている。またヘラーはFBIの襲撃に備えて、ルースレスレコードの事務所からすべての機密文書を削除したとも述べている。

## 検閲

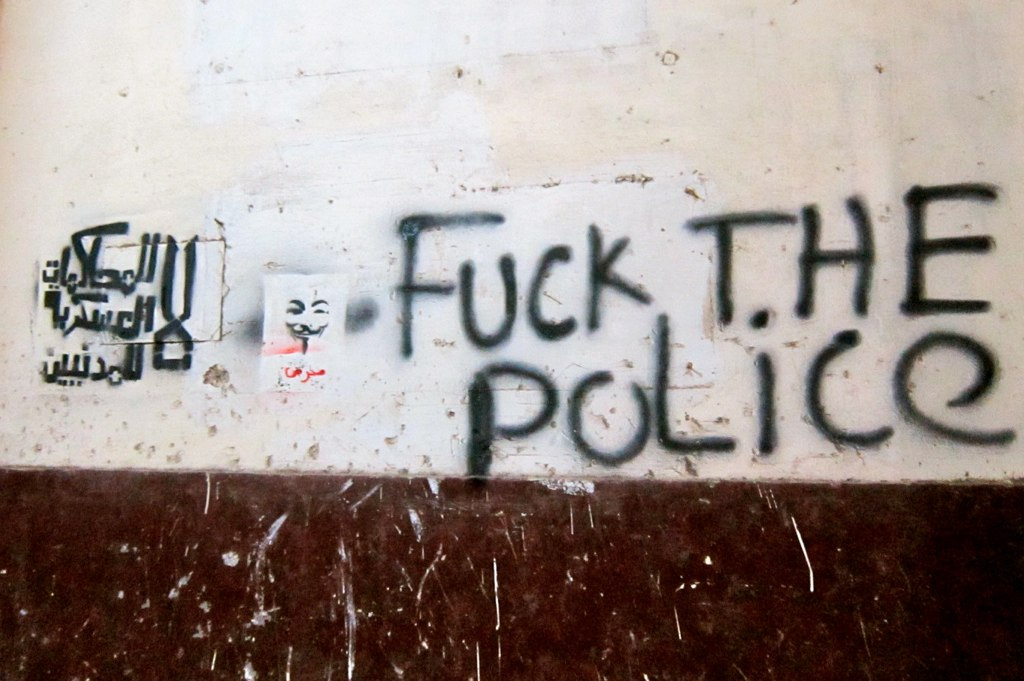
カイロの「ファック・ザ・ポリス」のグラフィティ。2011年撮影

1989年、オーストラリアのラジオ局トリプルJは最長6ヶ月間ファック・ザ・ポリスを流していたが、南オーストラリアの上院議員の圧力によりオーストラリア放送協会の経営陣は放送の禁止を決定した。それに反発したスタッフはストライキを行い、N.W.A.の「エクスプレス・ユアセルフ」を24時間連続放送した。 2005年にそのトラックのスクラッチサウンドがTripleJニューステーマ用にサンプリングされた。